# Loznitsa (obchtina)
Loznitsa (bulgare : Лозница) est une obchtina de l'oblast de Razgrad en Bulgarie.